# Блаженство (фильм, 1977)
«Блаженство», вариант перевода «Счастье» (венг. Boldogság), также известен как «Иван Васильевич» (венг. Ivan Vasziljevics) — венгерский телефильм режиссёра Габора Варконьи 1977 года. Экранизация одноимённой пьесы Михаила Булгакова (1934 год), переводчик — Сара Кариг (венг. Sára Karig). Производство: Magyar Televízió Müvelödési Föszerkesztöség (MTV). Премьера состоялась 1 сентября 1977 года (по другим данным 2 августа 1978). Длительность: 61 минута/ 1 час 01 минута.
Первая экранизация произведений Булгакова в Венгрии.

## История
При жизни автора пьеса «Блаженство» не ставилась и не публиковалась. Впервые опубликована в 1966 году, а поставлена в театре и экранизирована — в сентябре 1977 года, за рубежом, в Венгрии. Тогда состоялась премьера венгерского телевизионного спектакля «Счастье»/«Блаженство» по мотивам булгаковской пьесы («Boldogsаg»; реж. Г. Варконьи). Спустя год «Блаженство» будет поставлено «Витязями» в Париже (Назаров 2018, с. 117). В Венгрии, в Будапеште театр Йожефа Аттилы до 1977 года ставил пьесу Булгакова «Дни Турбиных» (Назаров 2018, С. 116—117).

## Сюжет
Московская коммунальная квартира. Инженер Евгений Николаевич Рейн создаёт машину времени. Заходит секретарь домоуправления Бунша-Корецкий, требует квартплату и зарегистрировать машину. Инженер отвечает секретарю, что машина безопасна, и демонстрирует безопасность, включая её. Появляется палата Иоанна Грозного на месте стены в соседнюю комнату Михельсона. Царь в испуге бросается в комнату Рейна, выбегает и закрывается на чердаке. За ним вдогонку бежит изобретатель. Бунша звонит в милицию. Вернувшись домой, Рейн видит стрелецкого, замахивающегося на него бердышом. Инженер поворачивает ключ на машине, и царская палата исчезает вместе со стеной в квартиру Михельсона. В ней в это время находился вор Юрий Милославский. Он проходит в комнату Рейна; стена снова встаёт на место. Милославский рассматривает машину времени и крадёт ключ. После этого машина включилась, и Рейн, Бунша-Корецкий, Милославский попадают в 30 апреля 2222 года.

## Съёмочная группа
- Режиссёр: Габор Варконьи
- Помощник режиссёра: Иштван Мартон
- Сценарий: Габор Варконьи, Михаил Булгаков
- Продюсер: Йожеф Ловаши
- Оператор: Иван Марк
- Музыка: Эржебет Жеденьи (венг. Erzsébet Zsedényi)
- Звукорежиссёр:
- Художник-постановщик: Ласло Дрегеи
- Художник по костюмам: Эва Виц
- Актёры: Дежё Гараш (Garas Dezső)[1], Петер Хауман, Роберт Кольтаи, Ильдико Хамори (Hámori Ildikó)[2]., Ласло Меншарош, Цецилия Эстергайош, Ласло Вайда, Дьёрдь Миклошши, Ласло Козак, Иштван Мико.